# Mind Maintenance
Mind Maintenance ist ein Jazzalbum von Joshua Abrams und Chad Taylor. Die 2020 entstandenen Aufnahmen erschienen am 11. Juni 2021 auf dem Label Drag City.

## Hintergrund
Mind Maintenance, das Projekt des Bassisten Joshua Abrams und des Perkussionisten Chad Taylor, die aus der Chicagoer Jazzszene stammen und seit 1994 in der einen oder anderen Form zusammen musiziert haben, meiden bei ihrer Zusammenarbeit jede klare Genredefinition und legten stattdessen ein Album vor, das zwar Jazzelemente enthält, aber ebenso Welt- und Tanzmusik sei als auch meditative Einflüsse enthalte, schrieb Glenn Kimpton. Joshua Abrams favorisiert für das Projekt die Gimbri – eine nordafrikanische dreisaitige „Basslaute“ mit Kamelhautfell und Ziegendarmsaiten (er hat das Instrument bereits mit der Natural Information Society gespielt). Chad Taylor, der in erster Linie Schlagzeuger und eine Schlüsselfigur in der improvisations- und Jazzszene Chicagos ist, greift die Mbira auf, ein simbabwisches Lamellophon, das aus Metallzinken besteht, die mit den Fingern gezupft werden, um hohe, klingende Töne zu erzeugen, die mit dem tiefen Ende des Klangs, erzeugt von der Gimbri, interagieren.
Abrams und Taylor hatten zuvor die Kombination von Gimbri und Mbira zunächst im Rahmen einer Ausstellung im Chicagoer Museum of Contemporary Art ausprobiert und setzten daraufhin die Idee mit dem Tontechniker Cooper Crain im Aufnahmestudio um.

## Titelliste
- Mind Maintenance (Drag City)

1. glow & glimmer 5:33
2. entrainment 6:19
3. the ladder 3:45
4. snap yr teeth 1:48
5. cyclic bloom 5:12
6. valence 7:59
7. slack water 6:18
8. complete rain 4:28
9. mental eyes 3:56

Die Kompositionen stammen von Joshua Abrams und Chad Taylor.

## Rezeption
Glenn Kimpton (FolkRadio) schrieb, in den neun Tracks von Mind Maintenance verwendeten Abrams und Taylor zyklische Strukturen, um eine Musik zu schaffen, die gleichzeitig rhythmisch genug ist, um zum Tanzen und zur Beruhigung bis hin zur Herbeirufung von Hypnose einladen würden. Ausschlaggebend sei hier die traditionelle Rolle der Gimbri – ein Instrument, das angeblich Leiden im menschlichen Geist heilt und bei Zeremonien oft bis zu acht Stunden am Stück gespielt wird – sowie der Titel und der Zeitpunkt dieses Projekts. Während die Welt unruhig und von Angst beherrscht bleibe, würden diese sich wiederholenden Stücke schnell in die Sinne einziehen und beruhigend und erhebend wirken. Obwohl klar komponiert und präzise gespielt, seien die Melodien mutig einfach und blieben in ihrem eigenen Groove, bevor sie für das nächste Stück in ein anderes Tempo und einen anderen Beat wechseln würden. Diese Musik mit ihrer beharrlich repetitiven Natur habe etwas stark Anziehendes, dem man sich nur schwer entziehen könne. Dies sei alles andere als einschläfernd, sondern bezaubernde, aufregende, wunderschön gespielte Musik.

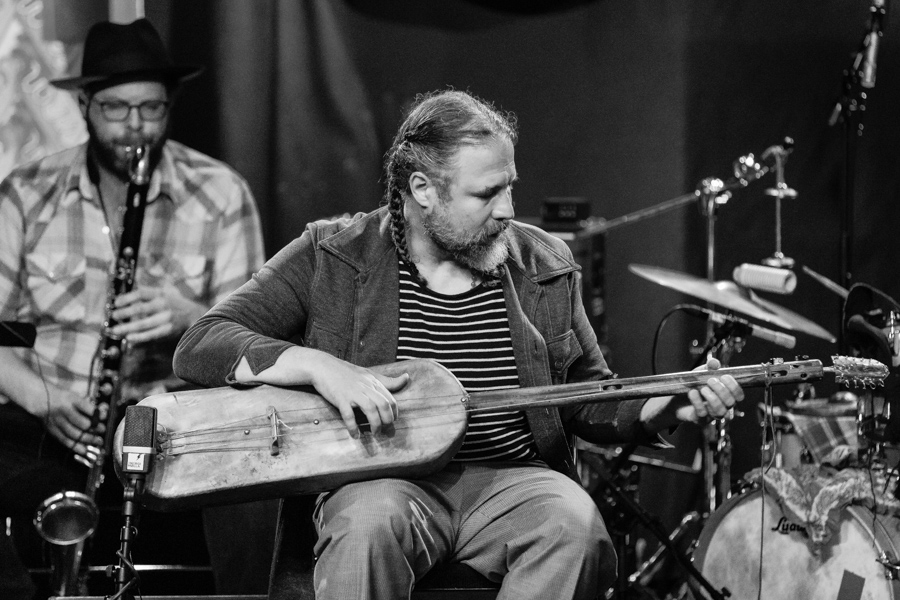
Joshua Abrams auf dem Kongsberg Jazzfestival 2019 (im Hintergrund Jason Stein an der Bassklarinette).

Nach zwei Alben innerhalb eines erweiterten Kollektivs, auf Natural Information, 2010 und Represencing (2011) treibe Joshua Abraas seine minimalistische und sich wiederholende Formel noch weiter, schrieb Patrick Dallongeville (Paris Move), wobei die von den Gnawa-Bässen induzierte Trance die melodischen Loops. Zwischen Beschwörungen, die die Forschungen von Steve Reich und Philip Glass erweitern, und einer unerwarteten Erinnerung an unsere lieben kindlichen Spieluhren, verbinde dieser „mentale Wartungsdienst“ die hypno-kathartischen Spiralen von Can und Popol Vuh in einem eminent organischen Prozess. „Obwohl im Zwielicht beengter Studios entworfen, erklingen diese neun Stücke wie eine ununterbrochene Suite und laden ein, barfuß im roten Staub zu tanzen, die Arme zum obersten Stern erhoben: Der Intellekt kultiviert so Muskeln, um unsere angeschlagenen Seelen zu besänftigen.“
Daniel Margolis schrieb im Down Beat, in „Entrainment“ würden die beiden ein einfaches Muster aufgreifen und ließen es sich langsam entfalten, während die Töne umeinander kreisen. Indem sie sich auf diese beiden alten akustischen Instrumente beschränken, zeigen sie eine brillante Raumnutzung. Man habe praktisch das Gefühl, mit ihnen im Raum zu sein, während ihre Instrumente summen und pulsieren. Das wunderbar verspielte „The Ladder“ erzeuge das Gefühl, auf und ab zu steigen. Der längste Track, „Valence“, erkunde eine dunklere Seite ihrer einfachen Formel auf eine Weise, die Abrams und Taylors langjährige Erfahrung im Zusammenspiel gut demonstriere. Diese Aufnahme sei eine großartige Wahl für einen Abend mit intensivem Hören auf der Heimstereoanlage oder als angenehme Ablenkung in den Ohrhörern, wenn man seiner täglichen Routinen nachgehe.